# Црква Светог Саве у Горњем Бријању
Црква Светог Саве у Горњем Бријању подигнута је и освећен непосредно по ослобођењу јужних крајева Србије 1897. године. У саставу је Горњебријањске парохије, Јабланичког намесништва и Нишке епархије Српске православне цркве. Посвећена је Светом Сави, чију славу и слави.

## Положај
Црква Светог Саве, налази се у селу  Горње Бријање  у општини Бојник у Јабланичком округу. 
Географски положај
- Северна гографска ширина: 43° 05′ 28"
- Источна географска дужина: 21° 47′ 31"
- Надморска висина: 232 m

## Историја
У периоду владавине Османлија у Горњем Бријању је живело неколико српских породица, које нису имале своју цркву, а их је опслуживао парох из цркве у Печењевцу, све до ослобођења 1878 годинбе. После ослобођења од Османлија ,ово место населили су Срби из разних крајева Србије.Претежно су дошли из околине Власотинца, односно Црне Траве, Грделичке клисуре и Врањске котлине.
На иницијативу парохијања црква је подигнут и освећен непосредно по ослобођењу јужних крајева Србије 1897. године, на парцели (делу њиве и плаца) коју је цркви даривао Тома Цакић из Горњег Бријања. Пре подизања Цркве, 1880. године формирана је парохија која је обухватала села Горње Бријање, Доње Бријање, Међа, Косанчић, Стубла, Горњи Дреновац, Доњи Дреновац и Обилић. За првог пароха постављен је јереј Стеван Поповић, родом из околине Врања, који је дошавши на новооформљену парохију покренуо иницијатију за изградњу Цркве.
Током Другог светског рата црква и њена парохија остала је упражњена до 1945. године, када за пароха  долази Ћирило Ђештаковић, који овде службоивао до 1960. године.
Обнова цркве
Црква је први пут обновљена поводом стогодишњице од њенњ изградње 1997. године, када је формиран одбор за обнову Цркве. На Цркви је је те годинењ промењена фасада и реновиран је кров.
Црква је комплетно реновирана 2008. године. Дрвене степенице до звоника замењене су бетонским, унутрашњост Цркве је преуређена, а под је обложен плочицама. Урађена је спољашна фасада, уграђени су прозори и врата на улазном холу у Цркву.